# Dystrykt Bugiri
Dystrykt Bugiri – dystrykt w południowo–wschodniej Ugandzie, którego siedzibą administracyjną jest miasto Bugiri. W 2014 roku liczy 382,9 tys. mieszkańców. Dystrykt obejmuje część Jeziora Wiktorii, w tym wyspę Lolui (około 28 km²). 
Dystrykt Bugiri graniczy z następującymi dystryktami: na północy z Namutumba i Butaleja, na północnym–wschodzie z Tororo, na wschodzie z Busią, na południowym–wschodzie z Namayingo, na południowym–zachodzie z Mayuge i na zachodzie z Iganga.